# Léonorios

Mouvements des groupes celtes de la Grande expédition

Léonorios était un des chefs celtes durant leur invasion du royaume de Macédoine et des pays adjacents, la Grande expédition. Quand en -279, les forces principales sous Brennos marchent vers le sud en Macédoine et en Grèce helléniste (en), Léonorios et Lutorios mènent un détachement de vingt mille guerriers en Thrace, où ils ravagent le pays jusqu'au rives du détroit des Dardanelles, forcent la ville de Byzance à leur payer un tribut et se rendent maîtres de Lysimacheia. Les riches rivages asiatiques de l'Hellespont (ancien nom du détroit des Dardanelles) leur offraient une perspective alléchante, et tandis que Léonorios était retourné à Byzance, afin de contraindre les habitants de cette ville de lui donner les moyens de transport de ses troupes vers l'Anatolie, Lutorios parvient à capturer quelques vaisseaux, avec lesquels il fait traverser l'Hellespont à toutes les forces restantes sous son commandement.
Alors que Léonorios était encore devant Byzance, Nicomède, roi de Bithynie, étant dans le besoin de soutien dans sa guerre avec son frère et Antiochos, a accepté de le prendre, lui et ses troupes, ainsi que celles de Lutorios, à sa solde, et de leur fournir des moyens de passage vers l'Anatolie (-278). Ils l'ont d'abord assisté contre son frère rival, Zipoétès II, en Bithynie, après quoi ils ont fait des excursions de pillage à travers diverses parties de l'Asie, et en fin de compte se sont établis dans la province, appelée désormais du nom de ses vainqueurs, la Galatie (région auparavant connue en tant que partie de la Phrygie). Il n'est pas fait mention de l'un ou l'autre de ces chefs après qu'ils eurent traversé la frontière vers l'Anatolie.